# 甫氏假花介
甫氏假花介（学名：Pseudocythere fradli）为深海花介科假花介屬下的一个种。